# 메르세데스-벤츠 M279 엔진
메르세데스-벤츠 M279 엔진(영어: Mercedes-Benz M279 engine)은 메르세데스-벤츠에서 2012년부터 R231 SL65 AMG와 동시에 생산 중인 V12 엔진이다.